# E-STATION
『e-STATION』（イー・ステーション）は、かつてJ-WAVEで放送されていたラジオ番組である。後述のように、何度か名称を変更しており、最後期の名称は『e-STATION GOLD』（イー・ステーション ゴールド）。

## 概要
ITやエンターテイメントに関する情報を主に取り上げている。また、J-WAVEで放送される番組の中でも早くからインターネットに連動しており、公式ウェブサイト上ではe-VOTEと称して毎週リスナーからアンケートを募集しているほか、番組内容の詳細も掲載されている。2004年3月まではe-REPORTリポーターとして小林紀美も出演していたが、『BIG LEAGUE TODAY』を担当するために降板した。けやき坂スタジオから放送されていた。
2000年3月までは平日午後は『TOKIO LIFE』を放送していた枠であったが、同番組の終了に伴い、月曜から木曜の11:30-14:00には『VIVA! ACCESS』、14:00-17:00には『PRIME ANGLE』がスタートした。そして金曜の11:30-17:00にこの番組が設置された。2005年4月からは『GROOVE LINE』の放送開始時間の繰り上げに伴い、放送時間が30分短縮された。2007年9月28日をもって番組を終了した。

## 番組名の変遷
番組の名称は3回変更されている。これらの名称は、"BB"がブロードバンドの略称であり、"SHUFFLE"がiPodのバージョンの名称であることから、コンピュータやインターネットを意識して命名されたものと思われる。
- e-STATION（イー・ステーション） （2000年4月-2003年3月）
- e-STATION BB（イー・ステーション・ビービー）（2003年4月-2005年3月）
- e-STATION SHUFFLE!（イー・ステーション・シャッフル）（2005年4月-2006年3月）
- e-STATION GOLD（イー・ステーション・ゴールド） （2006年4月-2007年9月）

## 放送時間
- 金曜 11:30-17:00（2000年4月-2005年3月）
- 金曜 11:30-16:30（2005年4月-2007年9月）

## 出演者
ナビゲーター
- 渡辺祐
- みんしる

リポーター
- 小林紀美（2000年4月-2004年3月）
- バロン・ヤマザキ（2007年4月-2007年9月）

## 主なコーナー

### 最後期の時点で放送されていたもの
- TVien★tREsbien (12:20-12:40)
読みは「テレビアン・トレビアン」。テレビ業界の関係者を呼んで内幕を披露するなど、「テレビを見ているよりテレビに詳しくなる」という文句に偽りない名物コーナー。
- TASKBAR (13:30-13:45)
ナビゲータ渡辺祐のコラムコーナー。Podcastバージョンもある→2007年3月終了。
- LOTTE TOKYO BUONO (15:20-15:40)
「東京の美味い!」をコンセプトに、都内のおいしいレストラン情報を紹介する。
- e-GROOVE (14:03-14:18、16:03-16:18)
- e-NEWS
番組内でヘッドラインニュース形式で随時放送される、IT関連、みんなの経済新聞ネットワーク、韓流情報の情報。
- e-VOTE
毎週テーマを決めてリスナーからの投票を募る。
- e-BINGO!
番組中、携帯電話を使ってビンゴゲーム。数字は番組内で発表。
- Min Cinema Lounge
みんしるが映画を紹介する。
- e-REPORT
東ヨーロッパ某国貴族の末裔であるバロン・ヤマザキによる外回りレポートを中継。

### その他
開始当初は前番組のTOKIO LIFEの流れを汲む番組が放送されていたが、それらは2003年3月までに企画変更などの形で漸次終了している。
- e-MOVIE
最新の映画情報。
- Kampo DOLCE TIME FRIDAY
TOKIO LIFEから継承されたコーナー。渋谷のカリスマ店員が食後にふさわしい2曲選曲していた。VIVA! ACCESS!!にも同じコーナーがあり、その金曜版として位置づけされていたが、2001年3月で終了。
- 8-1-3
コーナー名は韓国語読みで「パル・イル・サム」である。韓国の最新情報コーナー。
- NESCAFE GOLDBLEND INNER SKETCHES FRIDAY
TOKIO LIFEから継承されたコーナー。週替わりのゲストを招いてのインタビューコーナー。のちにPRIME ANGLE→RENDEZ-VOUS内、木曜日の放送となった。
- SPORTS BB
- YKK SNOW X
- TEPCO AROUND THE TOKIO FRIDAY
前番組TOKIO LIFEから継承されたコーナー。のちに改名され下記の「SHIBUYA STYLE」となった。『シブヤ経済新聞』との協力で、渋谷中心とした地域の流行やビジネスについて伝える。同紙編集長も出演していた[1]。2001年12月には両者の協力で『シブヤ系スタイル徹底研究』（ISBN 4-88497-088-8、東急エージェンシー出版部）が出版されている。
- SHIBUYA STYLE
- @GENERATION
- EC PARADISE (14:30-14:45)